# Ertil
Ertil (ros. Эртиль) – rosyjskie miasto położone w obwodzie woroneskim. Ertil prawa miejskie otrzymał w 1963 roku.
Miasto jest położone nad rzeką Ertil (zlewisko Donu), w odległości 112 kilometrów od Woroneża, 10 km od granicy z obwodem tambowskim.